# Eastern Highlands
För andra betydelser, se Eastern Highlands (olika betydelser).
Eastern Highlands (tok pisin: Isten Hailans Provins) är en provins i Papua Nya Guinea. Huvudort är Goroka. Den ligger på den östra delen av Nya Guinea. Provinsen hade 579 825 invånare vid folkräkningen år 2011.

## Administrativ indelning
Provinsen är indelad i åtta distrikt:
- Daulo
- Goroka
- Henganofi
- Kainantu
- Lufa
- Obura-Wonenara
- Okapa
- Unggai-Bena